# Zöld Lámpás: Rettegje erőmet
A Zöld Lámpás: Rettegje erőmet (eredeti cím: Green Lantern: Beware My Power) 2022-ben bemutatott amerikai 2D-s számítógépes animációs szuperhősfilm, amelyet Jeff Wamester rendezett.
Amerikában 2022. július 22-én mutatták be a San Diego Comic-Conon, 2022 július 26-án pedig DVD-n, Blu-ray-n és 4K-n is kiadták. Magyarországon 2023. szeptember 8-án mutatta be az HBO Max, míg az HBO-n 2023. szeptember 9-én adták le.

## Szereplők
| Szerep                     | Eredeti hang     | Magyar hang       |
| -------------------------- | ---------------- | ----------------- |
| Zöld Lámpás / John Stewart | Aldis Hodge      | Orosz Ákos        |
| Zöld Íjász / Oliver Queen  | Jimmi Simpson    | Dévai Balázs      |
| Marsbéli Vadász            | Ike Amadi        |                   |
| Adam Strange               | Brian Bloom      | Viczián Ottó      |
| Hawkgirl / Shayera Hol     | Jamie Gray Hyder | Kádár Kinga       |
| Lyssa Drak                 | Mara Junot       |                   |
| Banth Dar                  | Mara Junot       |                   |
| Ganthet                    | Jason J. Lewis   |                   |
| Kantus kapitány            | Jason J. Lewis   | Szatmári Attila   |
| Erőgyűrű                   | Sunil Malhotra   | Karácsonyi Zoltán |
| Ranniani kommandós         | Sunil Malhotra   |                   |
| Hal Jordan                 | Nolan North      | Papp Dániel       |
| Vixen / Mari McCabe        | Keesha Sharp     | Fekete Linda      |
| Sardath                    | Simon Templeman  | Beratin Gábor     |
| Konzol hang                | Simon Templeman  |                   |
| Sinestro                   | Rick Wasserman   | Bognár Tamás      |

### Magyar változat
- Magyar szöveg: Imri László
- Hangmérnök: Nemes László
- Vágó: Sári-Szemerédi Gabriella
- Gyártásvezető: Kincses Tamás
- Szinkronrendező: Majoros Eszter
- Produkciós vezető: Várkonyi Krisztina
- További magyar hangok: Alberti Zsófi, Farkas Fanni, Harcsik Róbert, Lovas Dániel, Majorfalvi Bálint, Makray Gábor, Rába Roland

A szinkront az HBO megbízásából a Mafilm Audio Kft. készítette.